# アルメント
アルメント（イタリア語: Armento）は、イタリア共和国バジリカータ州ポテンツァ県にある、人口約600人の基礎自治体（コムーネ）。

## 地理

### 位置・広がり

#### 隣接コムーネ
隣接するコムーネは以下の通り。
- コルレート・ペルティカーラ
- ガッリッキオ
- グアルディア・ペルティカーラ
- モンテムッロ
- サン・キーリコ・ラパーロ
- サン・マルティーノ・ダグリ